# Julieta y Romeo (Vaccai)
Julieta y Romeo (Giulietta e Romeo en italiano) es una ópera en dos actos del compositor italiano Nicola Vaccai, con libreto de Felice Romani, basado en la tragedia del mismo nombre de Luigi Scevola y, en última instancia, en el Romeo y Julieta de Shakespeare. Fue estrenada en el Teatro della Cannobiana de Milán el 31 de octubre de 1825.

## Historia
El libreto de Romani, más que en la obra de Shakespeare, se basa en la obra teatral de Luigi Scevola, y se centra más en las disputas entre las dos familias rivales que en la historia de amor de la pareja protagonista, cobrando así más relevancia el personaje de Capellio.
Y existía una ópera de idéntico título, Giulietta e Romeo de Nicola Antonio Zingarelli, estrenada en Milán en 1796. Pero más que en esta obra, la de Vaccai parece mirar a Rossini, especialmente al Tancredi, al menos en la distriución de las voces: pareja formada por soprano y contralto y padre de la protagonista tenor, que quiere casarla con un bajo.
Aunque Vaccai escribió otras nueve óperas, ésta fue la más conocida de todas en su época: fue estrenada también en Barcelona el 26 de mayo de 1827, en París el 11 de septiembre de 1827, en Lisboa en el otoño de 1828, en Londres el 10 de abril de 1832, y en México en julio de 1841. Traducida al alemán por la editorial Kollmann, fue representada en Graz el 12 de octubre de 1833 y en Budapest el 31 de julio de 1845.
En una representación de Capuletos y Montescos de Vincenzo Bellini el 27 de octubre de 1832, en Bolonia, a petición de María Malibrán, que interpretaba el papel de Romeo, la última escena de la célebre ópera belliniana fue sustituida por el correspondiente número de la ópera de Vaccai. Esta sustitución se hizo habitual durante el resto del siglo XIX, hasta el punto de llegar a imprimirse, en las partituras de Capuletos y Montescos, el final de Vaccai como anexo.
La ópera fue recuperada en tiempos modernos el 4 de octubre de 1996 en el Teatro Pergolesi de Iesi. Con posterioridad, se ha representado también en la 44.ª edición del Festival della Valle d'Itria de Martina Franca, con tres funciones, la primera de ellas el 13 de julio de 2018.

## Personajes
| Personaje                                          | Voz       | Elenco del estreno Director de orquesta: Alessandro Rolla |
| -------------------------------------------------- | --------- | --------------------------------------------------------- |
| Capellio (jefe del clan Capuleto)                  | tenor     | Giovanni Battista Verger                                  |
| Julieta (su hija)                                  | soprano   | Joséphine de Méric                                        |
| Romeo (jefe del clan Montesco y amante de Julieta) | contralto | Adele Cesari                                              |
| Adele (madre de Giulietta)                         | soprano   | Francesca Fontemaggi                                      |
| Tebaldo (futuro esposo de Julieta)                 | bajo      | Raffaele Benedetti                                        |
| Lorenzo (consejero de Capellio y amigo de Romeo)   | bajo      | Luigi Biondini                                            |

## Argumento
La acción tiene lugar en Verona en el siglo XII. 
Acto I
Vestíbulo interior del palacio de Capellio
Capellio va a casar a su hija con Tebaldo. Éste no quiere casarse a la fuerza con ella, y la reacción de Adele le hace temer que tenga un rival. Lorenzo dice que Giulietta no se quiere casar y que, en caso de hacerlo, morirá en breve, pero Capellio impone su voluntad, ya que así los güelfos tendrán un nuevo líder, Tebaldo. Capellio odia al líder de los rivales gibleninos, el Montesco Romeo, que mató a su hijo, y consigue animar los deseos de guerra de sus partidarios antes de la llegada del emisario rival. Todos se sorprenden al ver que ese emisario es el propio Romeo. Capellio rechaza su propuesta de paz, dado que las anteriores han sido rotas, pero Romeo ofrece una prueba de que esta no se romperá: casarse con Giulietta. Romeo se ofrece a ser hijo de Capellio sustituyendo al que él mismo mató, pero Capellio le dice que ya tiene uno nuevo, Tebaldo, y que informe al Dux de Verona que rechaza su oferta de paz, ya que quiere venganza (aria: Se Romero ti uccise un figlio). Cuando todos se van, Romeo se queda con Lorenzo, que le acusa de estar loco por lo que ha hecho y le informa que Giuloetta está cada vez peor. 
Gabinete que conduce a los apartamentos
Giulietta se despierta cuando llega Lorenzo y le dice que su esperanza se desvanece y no le quedan fuerzas. Él entonces le dice que Romeo está en Verona, y permite que éste entre por una puerta secreta. Romeo le promete a su amada que no se separarán ya más, y ella le promete morir junto a él si no queda otra esperanza. Lorenzo regresa a avisar de la llegada de Capellio, por lo que Romeo debe huir de inmediato. Capellio echa de inmediato a Lorenzo; como, por la petición de Romeo, sabe que éste ama a su hija, quiere saber si ella le corresponde, así que la engaña con la falsa promesa de que quiere que sea feliz. Aunque ella niega amarlo, la furia de Capellio estalla y llama a Tebaldo para presionarla. Tebaldo trata de convencerla, pero ella sigue triste. Capellio trata de vencer las reservas de Tebaldo al decirle que lora por su hermano muerto, y Giulietta al final acepta casarse con él al día siguiente. Pero cuando Capellio l informa a Adele de la boda, ella ve crueldad en sus palabras y corre a hablar con su hija para ver si es verdad que consiente. 
Atrio del palacio de Capellio
Se prepara la boda. Romeo, disfrazado de güelfo, le dice a Lorenzo que no se preocupe, que las fuerzas gibelinas se preparan apara atacar esa noche, deteniendo así la boda. Se escuchan los himnos nuociales y Romeo se pone nervioso, pero llegan entonces los Montescos y la boda se detiene. Giulietta está feliz de que por fin el destino le haya ayudado, y se reencuentra con Romeo, pero llegan entonces los Capuletos. Descubierto el amor secreto entre los dos, Romeo y Tebaldo se desafían, mientras Capellio insulta a su hija. 
Acto II
Vestíbulo interior del palacio de Capellio
Adele y las doncellas esperan el resultado del combate, aunque sea cual sea, va a ser malo para ellas. Los hombres entonces informan que Romeo ha matado a Tebaldo. Capellio, rabioso, reniega de su hija. Giulietta se encuentra con Lorenzo y le pide su ayuda para morir; él en cambio, le ofrece un filtro que hará que todos piensen que ha muerto, y así pueda reunirse con Romeo. Adele trata de calmar a su esposo, pero su furia no se detiene y piensa exiliar a su hija. Lorenzo entonces informa que Giulietta ha muerto. La ira de Capellio no cede, y quiere ver a Romeo muerto ante la tumba de su hija (aria: Rio destino! e al mio nemico). Mientras se prepara el funeral de Giulietta, Adele le pide a Lorenzo morir junto a ella.
Recinto en el que están las tumbas de los Capuleto
Tras los funerales, llega Romeo. Abatido por la muerte de su amada, la llama en vano, y toma un veneno para reunirse con ella (aria: Ah! se tu dormi, svegliati). Giulietta se despierta, sale de la tumba y ve a su amado. Pero Romeo no sabía nada de la muerte simulada preparada por Lorenzo, así que ya ha tomado el veneno para morir junto a su amada. Romeo le insiste a su amada en que ella debe seguir viviendo, pero entonces él muere y ella cae al suelo. Lorenzo llega, alarmado al ver que han entrado en a tumba y temiendo que sea demasiado tarde y Romeo se le haya adelantado. Giulietta despierta y acusa a Lorenzo de haber sido él el causante de la muerte de Lorenzo. Llega Capellio, pensando que Romeo ha profanado la tumba familiar, y se sorprende al encontrar a Lorenzo y a su hija viva. Ella entonces le dice que Romeo ha muerto y de inmediato se apuñala hasta la muerte (aria final: Tu t'arretri!... Il ferro neghi!).

## Estructura
- Sinfonia

Acto I
- N. 1 - Introducción Aggiorna appena... ed eccoci (Coro)
- N. 2 - Escena y cuarteto Mesta ed ognor languente (Lorenzo, Capellio, Tebaldo, Adele, Coro)
- N. 3 - Escena y coro Con essi pace? E quale? (Coro, Tebaldo, Capellio)
- N. 4 - Escena y cavatina Se Romeo ti uccise un figlio (Romeo, Capellio, Tebaldo, Lorenzo, Coro)
- N. 5 - Coro Stanca da lunga (Adele, Coro)
- N. 6 - Escena y dueto Sei pur tu che ancor rivedo? (Giulietta, Romeo)
- N. 7 - Escena y terceto  Parla: i timori acquieta (Capellio, Giulietta, Tebaldo)
- N. 8 - Coro Lieta notte, avventurosa
- N. 9 - Finale I Vieni e reprimi i palpiti (Coro, Romeo, Lorenzo, Giulietta, Tebaldo, Capellio, Adele)

Acto II
- N. 10 - Introducción segunda La mischia orribile (Coro, Adele)
- N. 11 - Escena y dueto Là riposa il mio germano (Giulietta, Lorenzo)
- N. 12 - Escena y duetino Perdona le pene (Giulietta, Adele)
- N. 13 - Coro, escena y aria Nella tua vittima - Rio destino! e al mio nemico (Capellio, Lorenzo, Coro)
- N. 14 - Coro Addio per sempre, o vergine
- N. 15 - Escena y romanza Ah! se tu dormi, svegliati (Romeo)
- N. 16 - Escena y dueto Ah! crudel! che mai facesti! (Romeo, Giulietta)
- N. 17 - Escena y aria final Tu t'arretri!... Il ferro neghi!... (Giulietta, Capellio, Coro, Lorenzo)

## Discografía
| Año  | Reparto (Giulietta, Romeo, Capellio, Tebaldo, Lorenzo, Adele)                                             | Director de Orquesta | Sello discográfico       |
| ---- | --- | -------------------- | ------------------------ |
| 1996 | Paula Almerares, Maria José Trullu, Dano Raffanti, Armando Ariostini, Enrico Turco, Elena Marinangeli     | Tiziano Severini     | Bongiovanni              |
| 2018 | Leonor Bonilla, Raffaella Lupinacci, Leonardo Cortellazzi, Vasa Stajkic, Christian Senn, Paoletta Marrocu | Sesto Quatrini       | Dynamic (también en DVD) |